# Полевое (Луганская область)
Полевое (укр. Польове) — Ныне заброшенное село, относится к Перевальскому району Луганской области Украины. Де факто — с 2014 года населённый пункт контролируется самопровозглашённой Луганской Народной Республикой.

## География
Находится на правом берегу реки Санжаровки у границы с Донецкой областью. К западу от села проходит линия разграничения сил в Донбассе (см. Второе минское соглашение). Ближайшие населённые пункты — сёла Санжаровка (Донецкая область) на западе, Надаровка и Веселогоровка (ниже по течению Санжаровки) на северо-востоке, посёлок Боржиковка на юго-юго-востоке.

## Население
Население по переписи 2001 года составляло 22 человека.
На 01/02/2023 население - отсутствует.

## Общие сведения
Почтовый индекс — 94320. Телефонный код — 6441. Занимает площадь 0,573 км². Код КОАТУУ — 4423684406.

## Местный совет
94320, Луганская обл., Перевальский р-н, пос. Червоный Прапор, ул. 50 лет Октября, 2а.